# Macedonische Grieks-Katholieke Kerk
De Macedonische Grieks-Katholieke Kerk (Latijn: Ecclesiae Graecae Catholico Macedonica; Macedonisch: Македонска грчка католичка црква) is een met de Rooms-Katholieke Kerk geünieerd kerkgenootschap. De kerk behoort tot de oosters-katholieke kerken.
De kerk volgt de Byzantijnse ritus. De liturgische taal is Macedonisch.

## Geschiedenis
In 1883 werd een apostolisch exarchaat Macedonië ingesteld, als onderdeel van de Bulgaarse Grieks-Katholieke Kerk. In 1918 werd het gebied van het exarchaat, na de oprichting van Joegoslavië, een onderdeel van het bisdom Križevci, dat de pastorale zorg behartigde van alle oosters-katholieke gelovigen in Joegoslavië.  
Na het uiteenvallen van Joegoslavië werd op 11 januari 2001 het apostolisch exarchaat Macedonië ingesteld, als onderdeel van de nieuw ingestelde Macedonische Grieks-Katholieke Kerk. Op 31 mei 2018 werd het exarchaat omgezet in een eparchie.

## Organisatie
Primaat van de Macedonische Grieks-Katholieke Kerk is sinds 2005 eparchos Kiro Stojanov.
De eparchie Maria Hemelvaart in Strumica-Skopje is de enige eparchie van deze kerk. Zij telt (volgens een telling uit 2005) 11.500 gelovigen.